# Weltervikt i boxning vid olympiska sommarspelen 2000
Resultat från boxning vid olympiska sommarspelen 2000 och herrarnas weltervikt. De 28 boxarna vägde under 67 kg. Tävlingarna arrangerades i Sydney Convention and Exhibition Center.

## Medaljörer
| Klass      | Guld                   | Silver                    | Brons                      |
| Weltervikt | Oleg Saitov · Ryssland | Sergey Dotsenko · Ukraina | Vitalie Grușac · Moldavien |
| Weltervikt | Oleg Saitov · Ryssland | Sergey Dotsenko · Ukraina | Dorel Simion · Rumänien    |

## Resultat

### Första omgången
| Första Rundan Datum: Lördagen 16 september 2000 | Första Rundan Datum: Lördagen 16 september 2000 | Första Rundan Datum: Lördagen 16 september 2000 |
| Vinnare                                         | Resultat                                        | Förlorare                                       |
| ----------------------------------------------- | ----------------------------------------------- | ----------------------------------------------- |
| Kamel Chater (TUN)                              | ()                                              | Bye                                             |
| Ruslan Khairov (AZE)                            | ()                                              | Bye                                             |
| Oleg Saitov (RUS)                               | ()                                              | Bye                                             |
| Francisco Calderón (COL)                        | ()                                              | Bye                                             |
| Roberto Guerra (CUB)                            | 18:4                                            | Ellis Chibuye (ZAM)                             |
| Dorel Simion (ROU)                              | RSC-3                                           | Rubén Fuchú (PUR)                               |
| Steven Küchler (GER)                            | RSC-2                                           | Mosolesa Tsie (LES)                             |
| Yovanni Lorenzo (DOM)                           | 5:4                                             | Usman Ullah Khan (PAK)                          |
| Parkpoom Jangphonak (THA)                       | +9:9                                            | Geard Ajetović (SCG)                            |
| Sergey Dotsenko (UKR)                           | 12:7                                            | Guillermo Saputo (ARG)                          |
| Leonard Bundu (ITA)                             | 4:2                                             | Daniel Geale (AUS)                              |
| Daniyar Munaytbasov (KAZ)                       | 14:2                                            | Paulus Ali Nuumbembe (NAM)                      |
| Bülent Ulusoy (TUR)                             | 8:6                                             | Jin Suk-Bae (KOR)                               |
| Dante Craig (USA)                               | RSC-4                                           | Fadel Showban (EGY)                             |
| Sherzod Husanov (UZB)                           | 15:5                                            | Babak Moughimi (IRI)                            |
| Vitalie Grușac (MDA)                            | WO                                              | Aregawi Tsegasellase (ETH)                      |

### Andra rundan
| Andra Rundan Datum: Torsdagen 21 september 2000 | Andra Rundan Datum: Torsdagen 21 september 2000 | Andra Rundan Datum: Torsdagen 21 september 2000 |
| Vinnare                                         | Resultat                                        | Förlorare                                       |
| ----------------------------------------------- | ----------------------------------------------- | ----------------------------------------------- |
| Ruslan Khairov (AZE)                            | 13:8                                            | Kamel Chater (TUN)                              |
| Oleg Saitov (RUS)                               | 15:1                                            | Francisco Calderón (COL)                        |
| Dorel Simion (ROU)                              | 11:7                                            | Roberto Guerra (CUB)                            |
| Steven Küchler (GER)                            | RSC-3                                           | Yovanni Lorenzo (DOM)                           |
| Sergey Dotsenko (UKR)                           | 13:5                                            | Parkpoom Jangphonak (THA)                       |
| Daniyar Munaytbasov (KAZ)                       | 13:4                                            | Leonard Bundu (ITA)                             |
| Bülent Ulusoy (TUR)                             | 9:4                                             | Dante Craig (USA)                               |
| Vitalie Grușac (MDA)                            | 13:7                                            | Sherzod Husanov (UZB)                           |

### Kvartsfinaler
| Kvartsfinaler Datum: Tisdagen 26 september 2000 | Kvartsfinaler Datum: Tisdagen 26 september 2000 | Kvartsfinaler Datum: Tisdagen 26 september 2000 |
| Vinnare                                         | Resultat                                        | Förlorare                                       |
| ----------------------------------------------- | ----------------------------------------------- | ----------------------------------------------- |
| Oleg Saitov (RUS)                               | +10:10                                          | Ruslan Khairov (AZE)                            |
| Dorel Simion (ROU)                              | 26:14                                           | Steven Küchler (GER)                            |
| Sergey Dotsenko (UKR)                           | 8:7                                             | Daniyar Munaytbasov (KAZ)                       |
| Vitalie Grușac (MDA)                            | 19:10                                           | Bülent Ulusoy (TUR)                             |

### Semifinaler
| Semifinaler Datum: Torsdagen 28 september 2000 | Semifinaler Datum: Torsdagen 28 september 2000 | Semifinaler Datum: Torsdagen 28 september 2000 |
| Vinnare                                        | Resultat                                       | Förlorare                                      |
| ---------------------------------------------- | ---------------------------------------------- | ---------------------------------------------- |
| Oleg Saitov (RUS)                              | 19:10                                          | Dorel Simion (ROU)                             |
| Sergey Dotsenko (UKR)                          | 17:8                                           | Vitalie Grușac (MDA)                           |

### Final
| Final Datum: Tisdagen 30 september 2000 | Final Datum: Tisdagen 30 september 2000 | Final Datum: Tisdagen 30 september 2000 |
| Vinnare                                 | Resultat                                | Förlorare                               |
| --------------------------------------- | --------------------------------------- | --------------------------------------- |
| Oleg Saitov (RUS)                       | 24:16                                   | Sergey Dotsenko (UKR)                   |